# ATIS
L'ATIS è una trasmissione continua di informazioni aeronautiche registrate che viene messa in onda nelle aree terminali più trafficate, come aeroporti e loro immediate vicinanze.

È l'acronimo di Automatic Terminal Information Service, ossia " Servizio automatico di informazioni terminali".

Le trasmissioni ATIS contengono informazioni essenziali sulle condizioni attuali, come le informazioni meteo METAR, le piste attive, gli approcci disponibili e tutte le altre informazioni richieste dai piloti, come NOTAM importanti.

Di solito i piloti ascoltano le trasmissioni ATIS disponibili prima di contattare le unità di controllo locali, in modo da ridurre il carico di lavoro dei controllori e di alleggerire la congestione sulle frequenze di comunicazione.
La registrazione viene aggiornata ad intervalli regolari o quando vi è una variazione significativa delle informazioni, ad esempio quando viene cambiata la pista attiva. Ogni registrazione viene indicata da una lettera di identificazione (ad esempio, bravo ) dell'alfabeto fonetico ICAO. Ad ogni aggiornamento si usa la lettera successiva dell'alfabeto e si ricomincia da alpha  dopo un'interruzione di servizio di almeno 12 ore. Quando contatta l'unità di controllo locale, il pilota indica di avere "informazioni <lettera>", dove <lettera> è la lettera di identificazione della trasmissione ATIS che il pilota ha ricevuto. Questo permette al controllore del traffico aereo (o "ATC") di verificare che le informazioni in possesso del pilota siano tutte aggiornate.
I messaggi ATIS vengono trasmessi ininterrottamente su frequenze dedicate o possono essere associati alla "portante" di un radiofaro VOR.
Esso contiene:
- Identificazione dell'aeroporto
- Vento al suolo
- Visibilità
- Copertura nuvolosa (se presente)
- Temperatura dell'aria e punto di rugiada
- QNH
- Trend, se presente, previsioni meteo
- Condizioni operative (RVR, pista in uso, procedure in uso, ecc.)
- Livello di transizione (varia in base al QNH attuale) e altitudine di transizione.
- Identificativo del messaggio
- Remarks che possono essere aggiunti dal controllore del traffico aereo che compila l'ATIS.

Esempio di un ATIS dell'aeroporto di Venezia Tessera (LIPZ)
LIPZ 261020Z 29004KT 9999 FEW070 23/19 Q1008 
ARR RWY 04R / DEP RWY 04R / TRL FL75 / TA 6000FT
Confirm ATIS Info HOTEL on initial contact»